# SS Tritium 1908
SS Tritium 1908 is een Italiaanse voetbalclub uit Trezzo sull'Adda. De club werd opgericht in 1908 en de officiële clubkleuren zijn wit en blauw. 11 april 2010 kreeg de club promotie in de Lega Pro met vijf dagen op voorhand.